# 2 maggio
Il 2 maggio è il 122º giorno del calendario gregoriano (il 123º negli anni bisestili). Mancano 243 giorni alla fine dell'anno.

## Eventi
- 1194 – Re Riccardo I d'Inghilterra dona a Portsmouth il suo primo Statuto Reale
- 1335 – Ottone IV d'Asburgo, duca d'Austria, diventa duca di Carinzia
- 1360 - Zhu Di, dopo una guerra civile di quattro anni, viene incoronato imperatore Yongle, della dinastia Ming
- 1519 –  Leonardo da Vinci muore ad Amboise
- 1568 – Maria Stuarda, regina di Scozia, fugge dal Castello di Loch Leven
- 1645 - Battaglia di Mergentheim: nell'ambito della fase francese della guerra dei trent'anni, l'esercito del Sacro Romano Impero Germanico sconfigge quello francese
- 1670 – Re Carlo II d'Inghilterra concede uno statuto permanente alla Compagnia della Baia di Hudson, per aprire il commercio di pellicce nel Nord America
- 1672 – John Maitland diventa duca di Lauderdale e conte di March
- 1808 – Guerra peninsulare: la popolazione di Madrid si rivolta contro l'occupazione francese
- 1815 – Guerra austro-napoletana: inizia la battaglia di Tolentino
- 1816 – Leopoldo di Sassonia-Coburgo-Gotha e Carlotta Augusta di Hannover si sposano
- 1829 – Dopo aver ancorato nelle vicinanze, il capitano Charles Fremantle della HMS Challenger fonda la Colonia di Swan River in Australia
- 1868 – Papa Pio IX, con il breve pontificio Dum filii Belial, approva lo statuto della Società della gioventù cattolica italiana, quella che poi diventerà l'Azione Cattolica Italiana
- 1869 – Viene inaugurato a Parigi il teatro Folies Bergère
- 1879 – A Madrid viene fondato il Partito Socialista Operaio Spagnolo
- 1885
  - I guerrieri Cree e Assiniboin vincono la battaglia di Cut Knife, loro più grande vittoria sulle forze canadesi nel corso della Ribellione del Nord-Ovest
  - Lo Stato Libero del Congo viene fondato da re Leopoldo II del Belgio (dopo la graduale acquisizione tramite l'Associazione internazionale africana)
- 1889 – Menelik II, imperatore d'Etiopia, firma un trattato d'amicizia con l'Italia cedendole il controllo dell'Eritrea
- 1900 – Oscar II di Svezia dichiara il supporto al Regno Unito nella guerra boera
- 1912 – Guerra italo-turca: dopo violenti scontri, le truppe italiane sottraggono Lebda (antica Leptis Magna) alle forze ottomane
- 1918 – La General Motors acquisisce la Chevrolet Motor Company del Delaware
- 1920
  - Inizio delle Giornate rosse di Viareggio
  - La prima partita della Negro National League di baseball viene giocata a Indianapolis
- 1921 – Viareggio: gruppi di squadristi assaltano le sedi della Camera del lavoro e della Lega dei maestri d'ascia e calafati
- 1933
  - Gleichschaltung: Adolf Hitler vieta i sindacati
  - Viene riportato il primo avvistamento moderno del Mostro di Loch Ness
- 1939 – Lou Gehrig stabilisce il record di 2130 partite consecutive giocate nella Major League Baseball. Il record verrà infranto 56 anni dopo da Cal Ripken, Jr.
- 1940 – Vengono ufficialmente annullati i Giochi Olimpici di Helsinki
- 1945
  - Seconda guerra mondiale, battaglia di Berlino: l'Unione Sovietica annuncia la caduta di Berlino e i soldati sovietici issano la bandiera rossa sul Reichstag
  - Le forze tedesche e repubblichine si arrendono in Italia nella Resa di Caserta
  - Gli statunitensi entrano a Cortina d'Ampezzo
  - Lutz Graf Schwerin von Krosigk è il nuovo cancelliere tedesco
- 1952 – Il De Havilland DH.106 Comet è il primo jet commerciale a compiere un volo di linea
- 1953 – Husayn ibn Ṭalāl viene incoronato re di Giordania
- 1955 – Tennessee Williams vince il Premio Pulitzer per La gatta sul tetto che scotta
- 1963 – Berthold Seliger lancia, nei pressi di Cuxhaven, un razzo a tre stadi con una altezza massima di volo di oltre 100 chilometri
- 1964 – Guerra del Vietnam: un'esplosione affonda la USS Card mentre è ancorata a Saigon; le forze Viet Cong sono sospettate di aver collocato una bomba sulla nave
- 1969 – Il transatlantico britannico Queen Elizabeth 2 parte per il suo viaggio inaugurale verso New York
- 1980 – Il gruppo rock britannico Joy Division si esibisce in concerto per l'ultima volta, 16 giorni prima del suicidio del cantante Ian Curtis, eseguendo per la prima e unica volta dal vivo il brano Ceremony
- 1982 – Guerra delle Falkland: il sottomarino nucleare britannico HMS Conqueror (S48) affonda l'incrociatore argentino ARA General Belgrano (C-4)
- 1986 – Inaugurazione dell'Esposizione universale del 1986 a Vancouver, in Canada
- 1988 – L'ultimo Rockwell B-1 Lancer viene consegnato al Governo degli USA dalla Rockwell International
- 1997 – Il leader del Partito Laburista Tony Blair diventa primo ministro del Regno Unito, dopo 18 anni ininterrotti di governo conservatore; a 43 anni, Blair è il più giovane primo ministro degli ultimi 185 anni
- 1998 – A Bruxelles viene fondata la Banca centrale europea che ha lo scopo di definire le politiche monetarie dell'Unione europea
- 1999 – Mireya Moscoso diventa la prima donna a essere eletta presidente di Panama
- 2000 – Bill Clinton annuncia che un accesso ai servizi GPS equivalente a quello dell'esercito statunitense sarà disponibile per tutti i cittadini
- 2008 – Il Ciclone Nargis provoca in Birmania circa 130000 vittime e milioni di senzatetto
- 2011 – Durante un assalto di Navy SEAL statunitensi presso la città di Abbottabad, in Pakistan, viene ucciso il terrorista saudita Osama bin Laden, leader di Al Qaida e mandante degli Attentati dell'11 settembre 2001
- 2013 – Si conclude la ristrutturazione del Monastero Mater Ecclesiae a Roma; Papa Benedetto XVI vi si stabilisce dopo la rinuncia al ministero petrino
- 2014 – Viene pubblicato, in Nord America, dalla Electronic Arts e dalla Maxis, il 4º capitolo della serie di videogiochi The Sims; uscirà due giorni dopo in Europa e in Australasia
- 2016 – Il Leicester City di Claudio Ranieri vince la sua prima Premier League
- 2021 – L'Inter di Antonio Conte vince la sua diciannovesima Serie A dopo 11 anni

## Nati
Ci sono circa 1 140 voci su persone nate il 2 maggio; vedi la pagina Nati il 2 maggio per un elenco descrittivo o la categoria Nati il 2 maggio per un indice alfabetico.

## Morti
Ci sono circa 540 voci su persone morte il 2 maggio; vedi la pagina Morti il 2 maggio per un elenco descrittivo o la categoria Morti il 2 maggio per un indice alfabetico.

## Feste e ricorrenze

### Civili
Internazionali:
- Giornata mondiale del tonno[1]

Nazionali:
- Polonia – Festa della bandiera polacca.
- Spagna – Dos de Mayo, celebrazione dell'insurrezione anti-francese dei madrileños del 1808, da cui scaturì la guerra d'indipendenza spagnola.

### Religiose
Cristianesimo:
- Sant'Atanasio di Alessandria, vescovo e dottore della Chiesa
- Santi Boris e Gleb
- Santi Espero, Zoe, Ciriaco e Teodulo, martiri di Attalia
- San Felice di Siviglia, martire
- San Germano di Normandia, vescovo
- San José María Rubio Peralta, gesuita, fondatore
- San Giuseppe Nguyen Van Luu, martire
- San Guisitano, martire
- Sant'Ultano, abate
- San Valdeberto di Luxeuil, abate
- Santi Vendemiale, Fiorenzo, Eugenia e Longino, vescovi e martiri
- Santa Viborada di San Gallo, vergine e martire
- Beato Bernardo da Siviglia, mercedario
- Beato Boleslao Strzelecki, sacerdote e martire
- Beato Giovanni de Verdegallo, mercedario
- Beato Guglielmo Tirry, sacerdote e martire
- Beato Nicola Hermansson, vescovo

Islam:
- Mawlid Annabi 12 Rabî Al-Awwal 1425

Religione romana antica e moderna:
- Dies religiosus[senza fonte]
- Ludi Florali, quinto giorno

Bahá'í:
- Dodicesimo giorno del Ridván

Sikhismo:
- Nascita del Guru Arjan Dev Ji (secondo il calendario nanakshahi)